# Freedom of Choice (singolo)
Freedom of Choice (in italiano: Libertà di scelta) è un singolo del gruppo musicale statunitense Devo, pubblicato il 29 dicembre 1980 come quarto estratto dall'album omonimo.
Freedom of Choice è il brano musicale che più di tutti caratterizza questo album di transizione del gruppo, che si configurano pienamente nel genere synth-pop.

## Descrizione
(Gerald Casale, "Freedom of Choice", 1980)
Il testo dei Devo parla dell'illusione o della futilità della "libertà di scelta", sacro totem nel mondo libero. Sono riportati alcuni esempi: sei libero di scegliere se affondare o nuotare, o puoi scegliere una delle due ossa (fra quelle disponibili). I Devo non indicano alcuna soluzione o proposta.
Tuttavia alla fine, negli ultimi versi, lasciano intendere che la gente in realtà non vuole nemmeno la libertà di scelta ed i più preferiscono essere pecore.
Is what you want»
(Gerald Casale, "Freedom of Choice", 1980)